# Respiración acuática

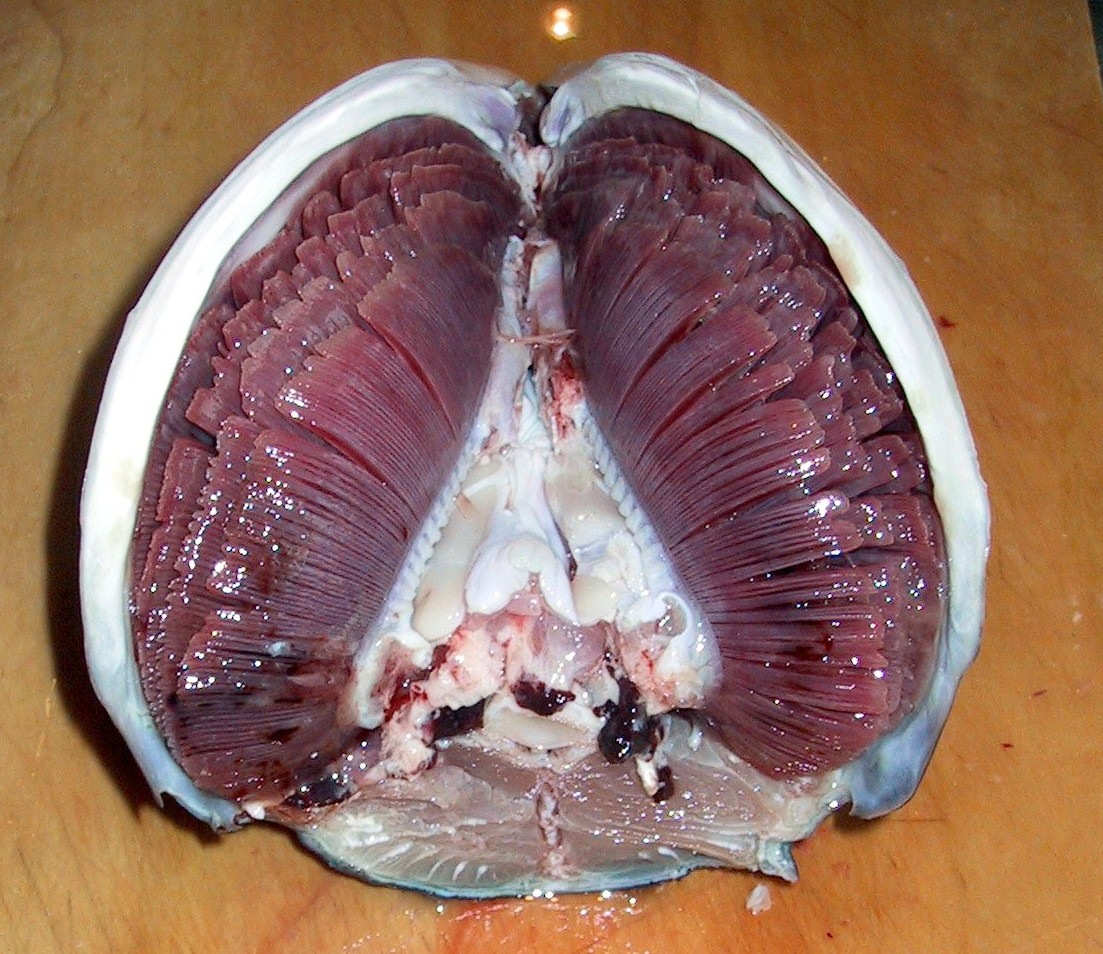
Vista posterior de las branquias de un atún

Respiración acuática también llamada respiración branquial, es la acción hecha por los animales acuáticos como medio para absorber el oxígeno (O2) disuelto que hay en el agua (H2O). Estas son absorbidas por pequeñas ranuras superpuestas, mayormente localizadas en los extremos derecho e izquierdo, detrás de los ojos de los animales, llamadas branquias.
El agua que entra por la boca y circula por las branquias,donde el oxígeno es absorbido, pasa a la sangre y es transportado a todo el cuerpo donde se produce una respiración celular.